# Adriana Adam
Adriana Adam, född Ailincăi den 11 april 1999, är en rumänsk roddare.

## Karriär

### 2018–2022
I augusti 2018 vid EM i Glasgow tog Adam guld i åtta med styrman. I juni 2019 vid EM i Luzern tog hon silver i tvåa utan styrman tillsammans med Maria Tivodariu. I oktober 2020 vid EM i Poznań tog Adam guld i tvåa utan styrman tillsammans med Iuliana Buhuș.
I april 2021 vid EM i Varese tog Adam silver tillsammans med Iuliana Buhuș i tvåa utan styrman. I juli 2021 tävlade Adam för Rumänien vid OS i Tokyo, där hon slutade på nionde plats tillsammans med Iuliana Buhuș i tvåa utan styrman. I september 2022 vid VM i Račice tog Adam sitt första VM-guld i åtta med styrman.

### 2023–2024
I maj 2023 vid EM i Bled var Adam en del av Rumäniens lag som tog guld i åtta med styrman. I september 2023 vid VM i Belgrad var hon återigen en del av Rumäniens lag som tog guld i åtta med styrman.
I april 2024 vid EM i Szeged var Adam en del av Rumäniens lag som tog guld i åtta med styrman. Vid olympiska sommarspelen 2024 i Paris var hon en del av Rumäniens lag som tog guld i åtta med styrman.

### 2025–
Vid EM 2025 i Plovdiv tog Adam silver i fyra utan styrman tillsammans med Nicoleta-Ancuța Bodnar, Maria Lehaci och Amalia Bereș.